# آیین طهارت

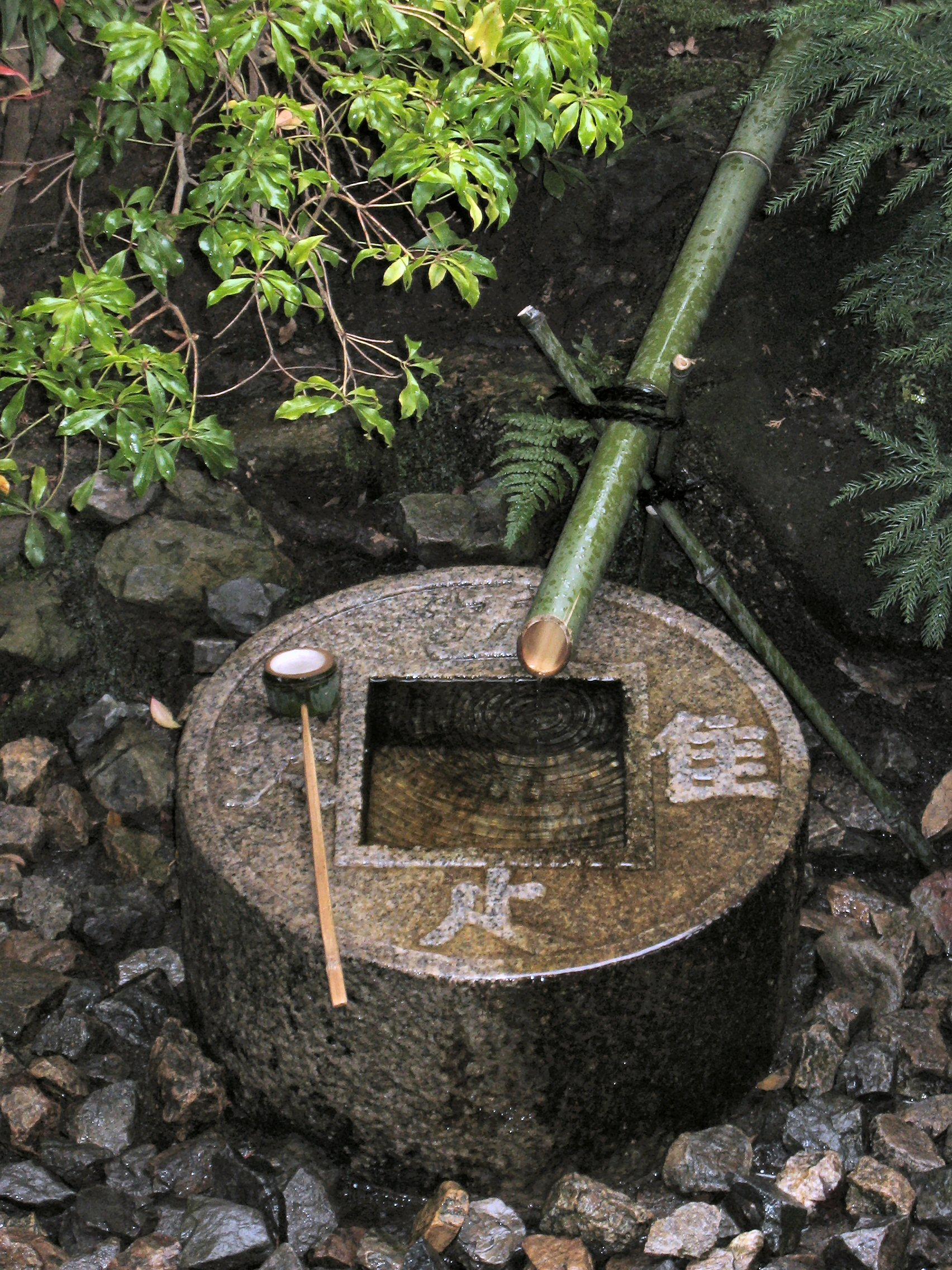
تسوکوبای در معبد ریوان-جی در کیوتو

آیین طهارت (انگلیسی: Ritual purification) آیینی است که توسط دین تجویز می‌شود و به موجب آن فرد خصوصاً قبل از پرستش خدایی (الوهیت) از نجاست بری می‌شود.

## آب و طهارت
آب در آیین طهارت بسیار مهم است و توسط بیشتر دین‌ها مورد اشاره قرار گرفته است.

### شینتو

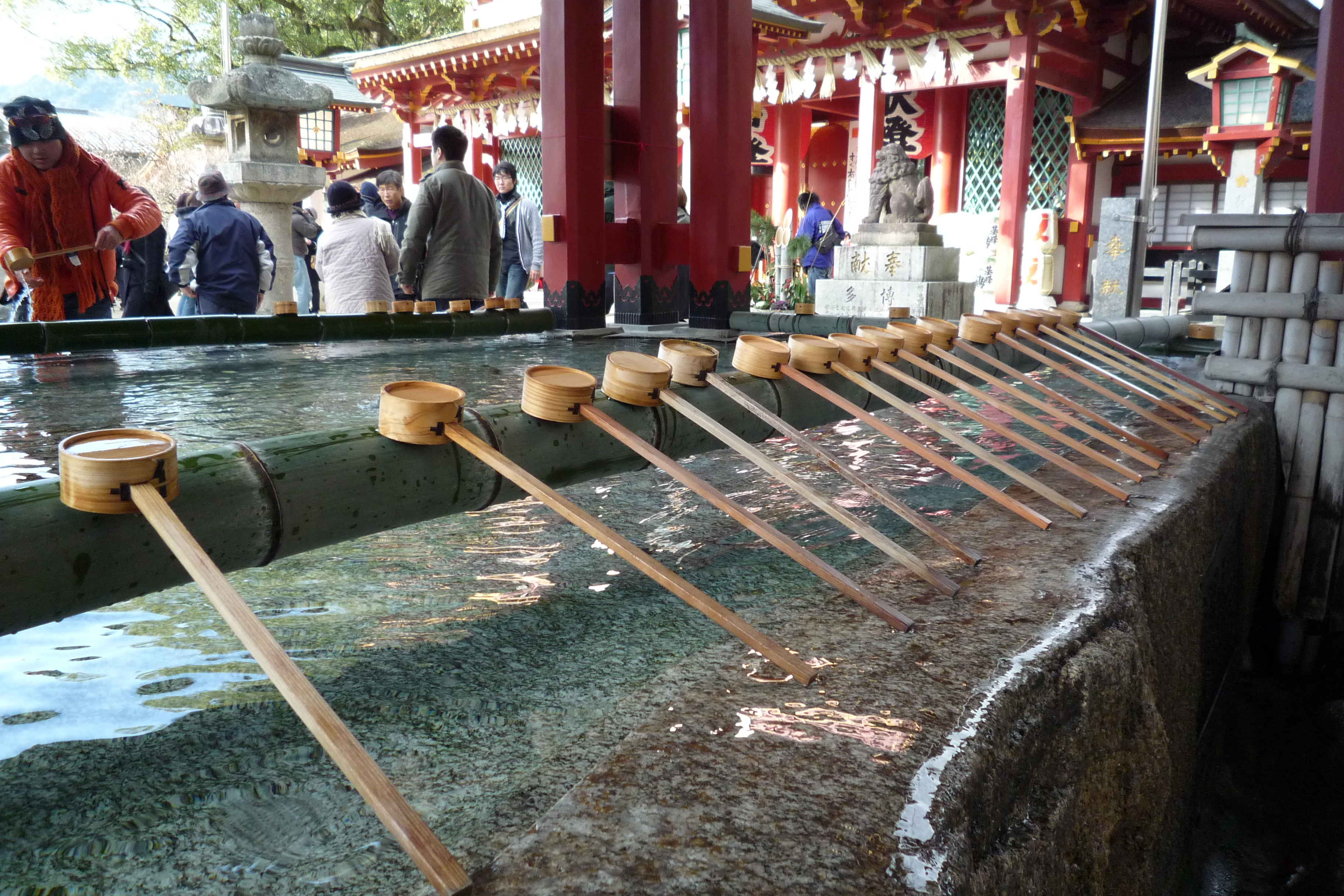
تمیزویا

تسوکوبای در ژاپن یک دستشویی است که در ورودی یک مکان مقدس برای بازدیدکنندگان فراهم می‌شود تا با شستن، دست و دهان خود را پاک کنند. این نوع آیین طهارت رسمی است. همچنین مکان تاریخی تمیزویا در ژاپن برای تطهیر تشریفاتی شامل شستشوی دهان و ریختن آب روی سر انگشتان است.

### مسیحیت
در مسیحیت  غسل تعمید که با آب انجام می‌شود نشان دهنده پاک کردن نفس انسان از ناپاکی‌ها است.

### اسلام
بر اساس دستور اسلام، هر مسلمان در روز باید ۳ تا ۵ بار با آب وضو بگیرد و استفادهٔ بهینه از آب یک وظیفه است همچنین اسراف (هدر دادن) آب گناه به‌شمار می‌آید. همچنین در موارد بسیاری مسلمانان باید بدن خود را به‌طور کامل با آب شست‌وشو دهند که به آن غسل می‌گویند.